# Padunia fasciata
Padunia fasciata är en nattsländeart som först beskrevs av Tsuda 1942.  Padunia fasciata ingår i släktet Padunia och familjen stenhusnattsländor. Inga underarter finns listade i Catalogue of Life.